# Grönland-Schottland-Rücken
Der Grönland-Schottland-Rücken (engl. Greenland-Scotland Ridge, GSR), auch Grönland-Schottland-Schwelle, ist eine submarine Gebirgsschwelle, die den Nordatlantik von den tieferen Becken der Nordischen Meere trennt. Er ist 2200 km lang, 300–600 km breit und durchschnittlich 400–500 m tief und erstreckt sich von Ostgrönland über Island bis zu den Britischen Inseln. Er ist eine der bedeutendsten bathymetrischen Barrieren des Weltozeans und trennt die kalten, arktischen Wassermassen der Grönland- und der Norwegischen See vom wärmeren Nordatlantik.

## Geologie und Entstehung
Der Grönland-Schottland-Rücken ist ein Relikt plattentektonischer Prozesse, die mit der Öffnung des Nordatlantiks vor etwa 55 Millionen Jahren während des Paläogens begannen. Während sich die nordamerikanische und die eurasische Platte auseinanderbewegten, entstand durch Vulkanismus entlang des mittelatlantischen Rückens die heutige unterseeische Struktur zwischen Grönland, Island und Schottland. Island selbst ist ein Hotspot-bedingtes Hochgebiet, das aufgrund intensiver magmatischer Aktivität bis über den Meeresspiegel hinausragt.

Topographie des Ozeanbodens des Grönland-Schottland-Rückens und angrenzender Gebiete

Der Rücken besteht aus mehreren tektonisch und sedimentologisch unterschiedlichen Abschnitten:
- Der Dänemarkstraße (zwischen Grönland und Island), gebildet durch Basaltbasaltische Lavaablagerungen während der Öffnung des Nordatlantiks,

- dem Island-Färöer-Rücken, der aus kontinentaler Krustenhebung und basaltischer Akkretion resultiert, und

- dem Färöer-Schottland-Rücken, der teilweise eine Fortsetzung der europäischen Kontinentalkruste mit basaltischen Elementen ist.

Über Millionen Jahre wurde der Rücken durch marine Erosion und Sedimentation geformt. Glaziale Prozesse während des Quartärs hinterließen zudem Moränen und Ablagerungen, die die Topographie weiter beeinflussten.

## Teilgebiete und Geomorphologie

### Der Grönland-Island-Rücken
Der Grönland-Island-Rücken (Greenland-Iceland Ridge, GIR) im Nordwestbereich stellt mit 500–600 m Wassertiefe die flachere Verbindung zwischen Grönland und Island dar. Seine geologische Struktur wird durch dicke, glaziale Sedimentablagerungen geprägt, die während der quartären Vereisungsphasen abgelagert wurden. Ozeanographisch fungiert er als Hauptbarriere für den Wasseraustausch zwischen dem Irmingerbecken und der Grönlandsee.

### Dänemarkstraßen-Überstrom

Die Dänemarkstraße und ihre Umgebung

Das kälteste und dichteste Tiefenwasser entsteht – meist im Winter – durch Konvektion in der Grönlandsee. Das dichte Wasser fließt entlang des Meeresbodens nach Süden und wird durch die Topographie des Grönland-Schottland-Rückens kanalisiert. In der Dänemarkstraße (zwischen Grönland und Island) überquert das Wasser eine unterseeische Schwelle (~620 m Tiefe) und strömt als Dänemarkstraßen-Überstrom (Denmark Strait Overflow Water, DSOW) südwärts in das Irmingerbecken. Die Transportmenge beträgt etwa 3 Sverdrup (Sv; 1 Sv = 1 Million m³/s).
Nach dem Überströmen fällt das dichte Wasser kaskadenartig entlang des Kontinentalhangs bis in Tiefen von über 3500 m ab. Die Grönland-Island-Schwelle ist damit die bedeutendste Abflussregion für das dichteste Tiefenwasser der Nordischen Meere. Ihre geringe Tiefe begrenzt den Austausch und hält noch dichtere Wassermassen nördlich der Schwelle zurück. Eine Abschwächung des Überstroms könnte die Atlantische Umwälzzirkulation (AMOC) erheblich verlangsamen.

### Der Island-Färöer-Rücken
Der Island-Färöer-Rücken (Iceland-Faroe Ridge, IFR) im Südosten weist mit 300–400 m eine noch geringere Wassertiefe auf. Sein geologischer Aufbau wird durch vulkanische Krustenstrukturen dominiert, die auf den isländischen Hotspot zurückgehen. Als primäre Überströmregion für atlantische Wassermassen beeinflusst er maßgeblich die Tiefenwasserbildung im Europäischen Nordmeer.

### Island-Schottland-Überstrom

Färöer-Bank-Kanal Überstrom (Faroe-Bank-Channel overflow)

Der Island-Schottland-Überstrom (engl. Island-Scotland-Overflow-Water, ISOW), gebildet in der Norwegischen See, gelangt östlich von Island durch den ca. 850 m tiefen Färöer-Bank-Kanal mit 1,9 Sv und weiter westlich über den flacheren Island-Färöer-Rücken in den Nordatlantik. Der Färöer-Bank-Kanal (FBC) ist die tiefste Passage über den Grönland-Schottland-Rücken; durch den Kanal fließt kontinuierlich dichtes Wasser über, was den Hauptteil des tiefen Wasseraustauschs zwischen dem Nordpolarmeer und dem Atlantik ermöglicht und so wesentlich zur globalen thermohalinen Zirkulation beiträgt.
Im Atlantik vermischt sich der FBC-Überstrom mit Atlantischem Wasser und anderen Wassermassen und transportiert insgesamt rund 3,2 Sv. Der Island-Färöer-Rücken begrenzt also den direkten Tiefenwasseraustausch zwischen der Norwegischen See und dem Atlantik. Nur relativ oberflächennahe Wassermassen (bis 480 m) können diese Schwelle ungehindert passieren. Sie reguliert damit wie ein „Regelventil“ die Wassermassenbalance zwischen dem subpolaren Atlantik und der Norwegischen See. Veränderungen der Strömungen an dieser Schwelle könnten die Wärmeverteilung im Nordatlantik und damit das europäische Klima beeinflussen.

## Ozeanographische Bedeutung

Schematisches Tiefenprofil in einem Querschnitt der Grönland-Schottland-Schwelle. Der Schnitt verläuft von Grönland Richtung Ost-Südost entlang der Grönland-Island-Schwelle und der Island-Färöer-Schwelle, schwenkt dann zwischen Färöer-Inseln und Färöer-Bank Richtung Süd-Südwest, um dann wieder Richtung Ost-Südost entlang des Wyville-Thomson-Rücken nach Schottland zu verlaufen. Die Darstellung orientiert sich an Abbildung 2 aus Bogi Hansen, Svein Østerhus: North Atlantic–Nordic Seas exchanges In: Progress in Oceanography 45 (2000), S. 109–208

Der Grönland-Schottland-Rücken wirkt als hydraulisches Regelventil: als natürliche Barriere zwischen dem Nordatlantik und den Nordmeeren reguliert der Rücken die globale Tiefenzirkulation. Durch die beiden Hauptüberstromgebiete – die bis zu 840 m tiefe Dänemarkstraße und den 480 m tiefen Färöer-Bank-Kanal – gelangen etwa 5,2 Sverdrup (Sv) in die Tiefenbecken des Nordatlantiks.
Dieser Wasseraustausch erfolgt in mehreren Schichten: Während in den oberen 300–400 m warmes Atlantikwasser nach Norden strömt, fließt in der Tiefe kaltes, dichtes Überstromwasser nach Süden. Die dabei entstehenden Vermischungsprozesse sind für den globalen Wärme- und Salztransport von entscheidender Bedeutung und bilden die Antriebskraft der Atlantischen Umwälzzirkulation.
Zusammen machen diese Überströme etwa 6–8 Sv des gesamten Tiefenwasserflusses aus dem Nordpolarmeer in den Atlantik aus. Sie speisen den Nordatlantischen Tiefenwasserstrom (North Atlantic Deep Water, NADW), einen zentralen Bestandteil der globalen thermohalinen Zirkulation.

### Wassermassen und Schichtung
Die Wassermassen, die über die Schwelle transportiert werden, unterscheiden sich in ihren physikalischen Eigenschaften: Das Atlantikwasser (ca. 7–10 °C, 35–35,5 PSU) strömt in die Nordischen Meere, wo es abkühlt und an Dichte zunimmt. Das überströmende Tiefenwasser ist deutlich kälter (ca. -0,5 bis 2 °C) und hat eine höhere Dichte durch Abkühlung und Eisbildung im hohen Norden.
Da der Grönland-Schottland-Rücken mit maximal 850 m Tiefe relativ flach ist, können nur bestimmte Wassermassen ungehindert passieren. Die tiefsten Wassermassen der Nordischen Meere, wie das Norwegische Tiefenwasser (Norwegian Sea Deep Water, NSDW), bleiben weitgehend eingeschlossen, da sie nicht über die Schwelle entweichen können. Dadurch entsteht eine hydraulische Kontrolle, die bestimmt, wie viel Wasser südwärts in den Atlantik abfließt.

### Einfluss auf die Atlantische Umwälzzirkulation (AMOC)
Der Grönland-Schottland-Rücken reguliert direkt die Stärke der AMOC, indem er die Südzirkulation des kalten Tiefenwassers bestimmt. Veränderungen im Überstrom – beispielsweise durch eine erhöhte Süßwassereinmischung aus schmelzendem Grönlandeis – könnten die Tiefenwasserbildung im Nordmeer abschwächen, die Dichte des überströmenden Wassers verringern und damit die AMOC insgesamt verlangsamen. Langfristig könnte dies eine Abschwächung oder sogar einen teilweisen Zusammenbruch der AMOC zur Folge haben, was gravierende Auswirkungen auf das europäische Klima hätte.

## Ökologische Bedeutung
Der Grönland-Schottland-Rücken stellt ein einzigartiges Übergangsökosystem dar. Seine besondere hydrographische Situation schafft ausgeprägte Produktivitätsgradienten, die sich in charakteristischen Artenverteilungen manifestieren.
Im Bereich des Grönland-Island-Rückens dominieren arktische Arten wie der Polardorsch (Boreogadus saida) und arktische Krebse (Calanus hyperboreus). Der Island-Färöer-Rücken hingegen bildet mit seinen starken Tideströmungen und Auftriebsgebieten ein wichtiges Nahrungsgebiet für atlantische Fischarten wie den atlantischen Hering (Clupea harengus) und Makrelen (Scomber scombrus).
Neuere Studien zeigen, dass der Rücken als genetische Barriere für zahlreiche Meeresorganismen wirkt und die Artbildung im Nordatlantik maßgeblich beeinflusst hat. Gleichzeitig stellt er für wandernde Arten wie den Atlantischen Lachs (Salmo salar) und verschiedene Walarten (z. B. Megaptera novaeangliae) ein wichtiges Durchzugsgebiet dar.
Die klimabedingten Veränderungen der Überströmung haben bereits zu messbaren Verschiebungen in den Artgemeinschaften geführt. So wurde in den letzten zwei Jahrzehnten eine Zunahme atlantischer Arten in den nördlichen Bereichen des Rückens beobachtet, während typische arktische Arten sich in tiefere Wasserschichten zurückziehen.

## Klimarelevanz und Forschung
Als natürlicher Regulator der atlantischen Umwälzbewegung reagiert der Rücken sensibel auf klimatische Veränderungen. Messungen der letzten Jahrzehnte dokumentieren eine Erwärmung des Überstromwassers um 0,5 °C und eine Abnahme des Salzgehalts um 0,05 PSU. Klimamodelle prognostizieren bei anhaltender Erwärmung eine mögliche Abschwächung der Überströmung um 15–20 % bis 2100. Ein Stopp dieser Ströme würde die Wärmezufuhr nach Nordeuropa reduzieren und tiefgreifende klimatische Veränderungen bewirken, bis hin zur Gefährdung der Stabilität der AMOC.
Die wissenschaftliche Erforschung des Rückens reicht bis zu den Polarexpeditionen des 19. Jahrhunderts zurück. Moderne Untersuchungsprogramme wie das internationale OSNAP-Programm (Overturning in the Subpolar North Atlantic Program, seit 2014) nutzen heute verankerte Messsysteme, ARGO-Floats und satellitengestützte Fernerkundung, um die komplexen Wechselwirkungen zwischen Bathymetrie, Ozeanzirkulation und Klima zu entschlüsseln.